# St Peter's Square

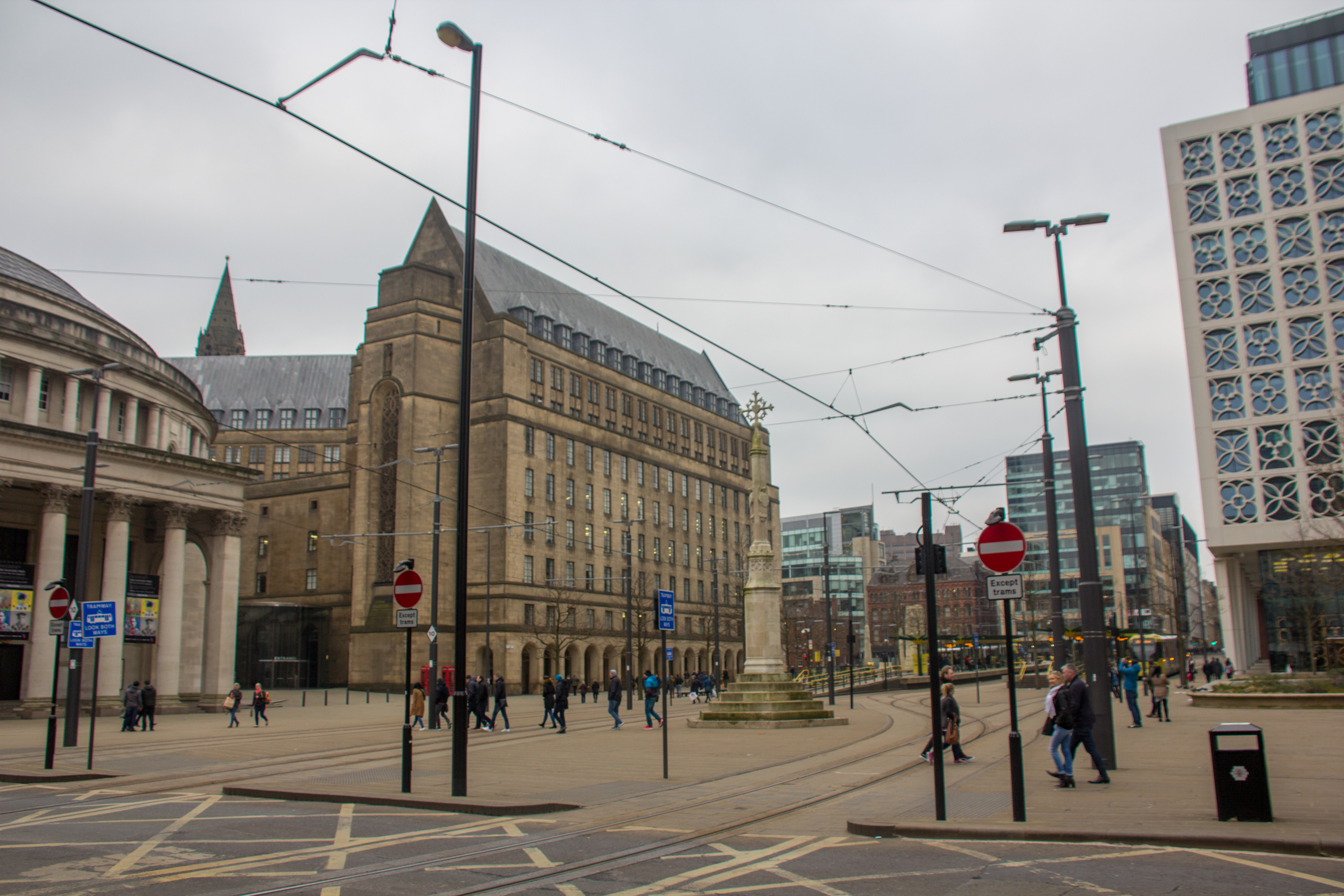
St Peter's Square en janvier 2018

St Peter's Square est une place publique du centre de Manchester au Royaume-Uni. Elle se trouve entre Princess Street au nord et Peter Street au sud. À l'ouest se trouve la bibliothèque Manchester Central Library, le Midland Hotel et l'extension de l'Hôtel de ville de Manchester. La place abrite le Manchester Cenotaph et l'arrêt du tramway St Peter's Square ainsi que Peace Garden. En 1819, la place est le lieu du Massacre de Peterloo.
De 2010 à 2017, la place subit d'importants travaux de réaménagement dont la restauration de la bibliothèque centrale, le déplacement du cénotaphe à l'arrière de l'hôtel de ville, la création d'un nouvel arrêt de tramway et la construction de deux nouveaux immeubles de bureaux au sud de la place : One St Peter's Square and Two St Peter's Square.

## Histoire

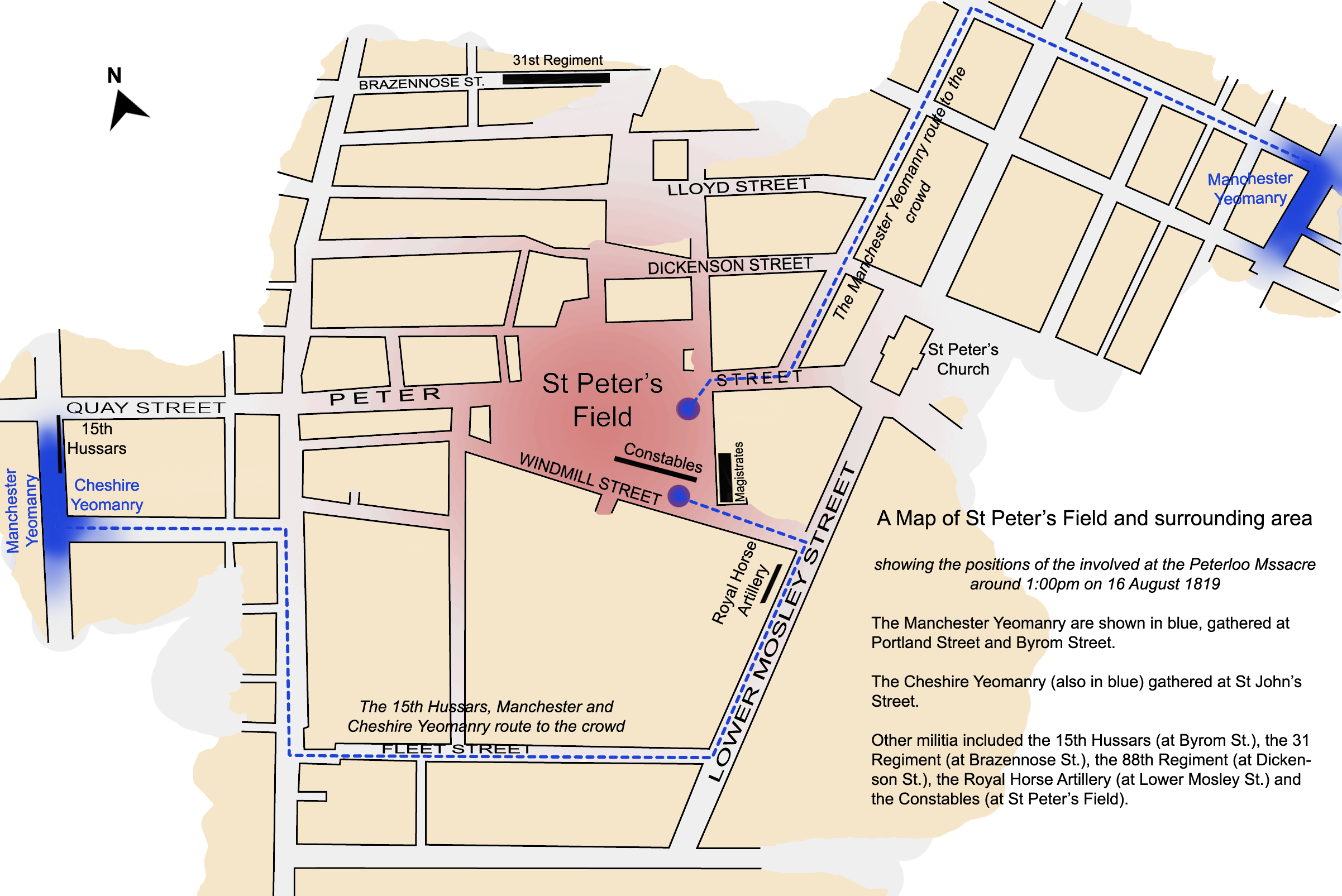
Une carte de St Peter's Field et de ses abords le 16 août 1819.

La zone de St Peter's Square, alors connu comme St Peter's Field, est le site du Massacre de Peterloo en 1819. Le nom provient de celui de l'église St Peter's bâtie en 1788-1794 à l'endroit où se trouvent les jardins. L'église donne son nom aussi à Peter Street. L'église était construite dans un style néoclassique par l'architecte James Wyatt et était réputée pour sa musique religieuse. L'église est démolie en 1907, Une croix en pierre posée à son emplacement en 1908.
En 1924, est inauguré un cénotaphe, œuvre d'Edwin Lutyens,inspiré du cénotaphe de Whitehall de Londres. Les cérémonies du souvenir sont célébrées à cet endroit chaque année. La place est le lieu du Jour du Souvenir de la ville chaque année, pour les soldats morts pendant la Première Guerre mondiale.
Dans les années 1930, la place est redéployée autour de la construction de la bibliothèque centrale et Town Hall Extension. Des projets sont envisagées pour une gare de correspondance rapide à St Peter's Square dans les années 1970, des propositions de reprise du Picc-Vic tunnel désaffecté en tant que station souterraine desservant à la fois St Peter's Square et Albert Square. Les premiers projets de métro léger de Manchester ravivent l'idée d'une gare sur la place, et l'idée voit le jour en 1992 avec le Metrolink system.
En 2013, le Manchester City Council accepte le projet d'aménagement de la place dont l'extension de la station de tramway à 4 quais. Cela coïncide avec la construction des bureaux de l'immeuble One St Peter's Square et la rénovation de Manchester Central Library.

## Monuments et statues

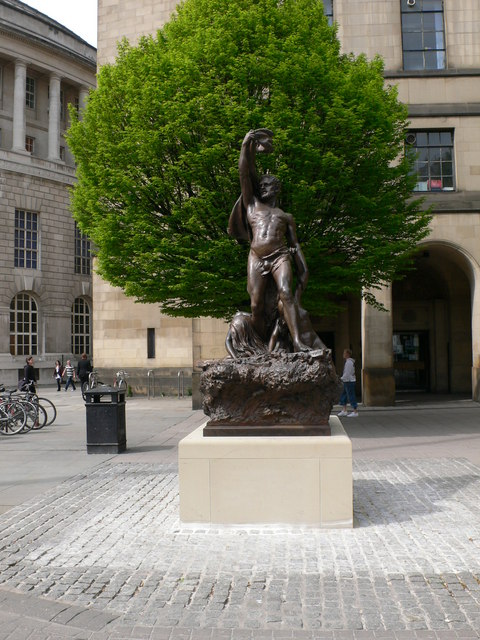
Adrift par John Cassidy
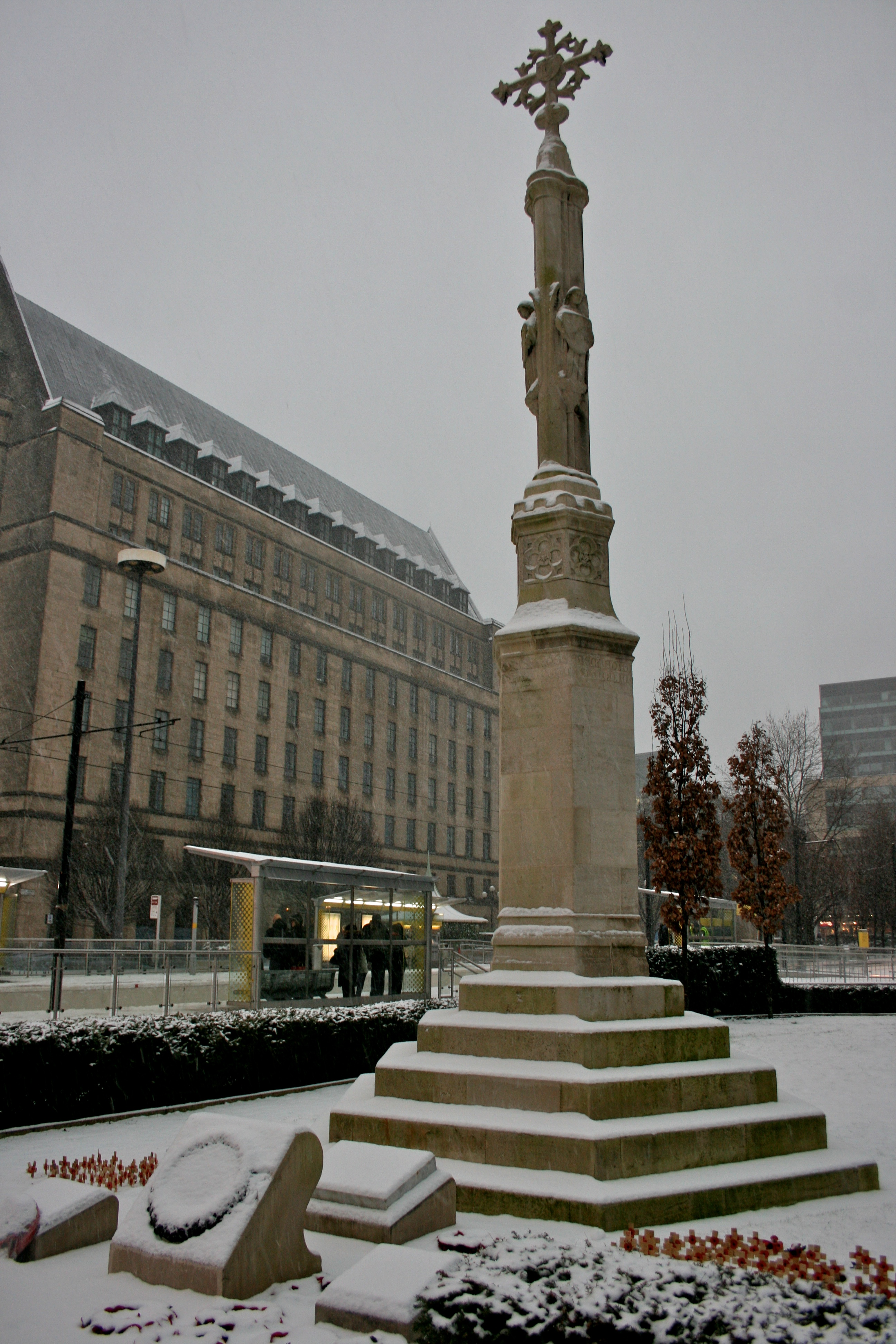
St Peter's Cross
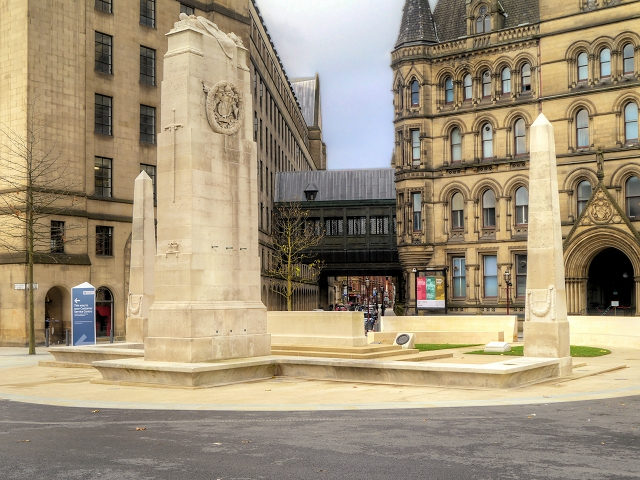
Le cénotaphe